# Cérémonie sanglante
Pour plus de détails, voir Fiche technique et Distribution.
Cérémonie sanglante (Ceremonia sangrienta) est un film d'horreur espagnol coécrit et réalisé par Jorge Grau, sorti en 1973.

## Synopsis
En 1807 près du village de Cajlice en Europe centrale, la riche comtesse hongroise Erzsébet Báthory, soucieuse de son vieillissement, fit tuer une centaine de jeunes filles vierges afin de se baigner dans leur sang, persuadée que ce rituel macabre pourrait conserver sa beauté et sa jeunesse. Alors que son époux, le marquis Karl Ziemmer, assiste à un procès posthume pour juger un médecin mort accusé d'être un vampire, sa femme remarque que quelques gouttes de sang tombées sur sa peau l'ont rajeunie. Influencée par sa suivante, la comtesse part à la quête meurtrière pour constituer sa fontaine de Jouvence afin de plaire éternellement et, surtout, cacher son vrai âge à son nouvel amoureux, un jeune soldat fou d'elle.

## Fiche technique
- Titre original : Ceremonia sangrienta
- Titre français : Cérémonie sanglante
- Réalisation : Jorge Grau
- Scénario : Jorge Grau, Juan Tébar et Sandro Continenza
- Montage : Pedro del Rey
- Musique : Carlo Savina
- Photographie : Fernando Arribas et Oberdan Troiani
- Production : José María González-Sinde
- Société de production : X Films et Luis Film
- Société de distribution : Procinor
- Pays d'origine :  Espagne
- Langue originale : espagnol
- Format : couleur
- Genre : horreur
- Durée : 102 minutes
- Date de sortie : 
  -  Espagne : 19 novembre 1973

## Distribution
- Lucia Bosè : comtesse Erzsébet Báthory
- Espartaco Santoni : marquis Karl Ziemmer
- Ewa Aulin : Marina
- Ana Farra : Nodriza
- Silvano Tranquilli : le médecin
- Lola Gaos : Carmilla
- Enrique Vivó : Alcalde
- María Vico : Maria Plojovitz
- Ángel Menéndez : Magistrado
- Adolfo Thous : Juez
- Ismael García Romen : capitaine
- Raquel Ortuño : Irina
- Loreta Tovar : Sandra